# 楊鉅
杨钜（?—?），字文硕，唐朝同州冯翊县（今陕西省大荔县）人，杨收的第二子。
杨钜登进士第。乾宁初年，以尚书郎知制诰，召充翰林学士，拜中书舍人、户部侍郎、吏部侍郎，封晋阳男、食邑三百户。跟随唐昭宗东迁洛阳，官至左散骑常侍，去世。杨钜著有《翰林学士院旧规》一卷。